# Венк-Вольф, Рагин
Рагин Венк-Вольф (норв. Ragin Wenk-Wolff, в некоторых случаях просто Рагин; род. 14 октября 1958, Линнеснес) — норвежская скрипачка.

## Биография
Начала играть на скрипке в 11 лет, профессионально заниматься музыкой — в 13-летнем возрасте. Училась в Осло у Лейфа Йоргенсена, затем в Нью-Йорке у Аарона Розанда и Лилиан Фукс (изучала также фортепиано под руководством Артура Бальзама), в Париже у Иври Гитлиса и, наконец, в 1979 году в Лондоне у Натана Мильштейна. В 17 лет выступила с первым концертом в Осло, в 1984 году дебютировала в Лондоне и Париже.
Среди записей Венк-Вольф выделяется мировая премьера скрипичного концерта Юлиуса Рёнтгена (с Дворжаковским симфоническим оркестром под управлением Станислава Богуни). Венк-Вольф записала также Третий концерт Енё Хубаи (c Филармоническим оркестром имени Яначека под управлением Денниса Бурка), несколько дисков норвежской музыки (особенно Йохана Квандаля, включая посвящённое ей сочинение «For Ragin»), два диска популярных миниатюр.
В последние годы живёт преимущественно в США, в пригороде Нью-Йорка Скарсдейле.